# Első Saint Albans-i csata
Az első Saint Albans-i csata a rózsák háborújának nyitó összecsapása volt 1455. május 22-én Angliában. A csatában a York-párti sereg győzött a király csapata felett. VI. Henrik angol király fogságba esett, Edmund Beaufort, Somerset hercege meghalt. Anglia kormányzása Plantagenet Richárd yorki herceg kezébe került.

## Előzmények
A York- és a Lancaster-család egyaránt III. Eduárd angol királytól származott, ezért mindkét ág magának követelte a koronát.  1422-ben a kiskorú VI. Henrik lépett trónra. A hatalom a főurak kezébe került, akik háborúkat vívtak egymással, mint például a Neville és a Percy család, vagy a Courtenay- és a Bonville-ház. A magas adók miatt a nép nyomorgott, a közállapotok leromlottak.
A király nagykorúvá válása után jelentősen megnőtt az uralkodó felesége, Anjou Margit befolyása. A bárók a gyengeelméjű VI. Henrik helyett Plantagenet Richárd yorki herceget szerették volna uralkodónak. 1453-ban az ország protektorának választották.

## Közvetlen előzmények
1455 elején VI. Henrik, valójában Margit és tanácsadói ismét átvették a hatalmat, és megkezdődött Richárd és a vele szövetséges Neville-ek kiszorítása a kormányzatból. A York-pártiak visszatértek északi birtokaikra, és megkezdték seregeik összegyűjtését. York fő célja Edmund Beaufort, Somerset hercegének elmozdítása volt a királyi tanácsból. Pozícióját magának akarta, hogy hatással lehessen az uralkodó döntéseire.
A király köre áprilisban felszólította Yorkot és a vele tartó főurakat, hogy május 21-én jelenjenek meg Leicesterben, a nagytanács ülésén. Yorkék számára nyilvánvaló volt, hogy „koncepciós eljárás” készül. Úgy döntöttek, hogy hadsereggel mennek ellenfeleik ellen. Somerset hercege csak május 18-án értesült a készülő támadásról, ekkor rendelte el a csapatok összegyűjtését.
A királyi udvar azonnal elindult a Londontól 35 kilométerre északra fekvő Saint Albans felé, mert úgy tervezték, hogy ott várják be csapataikat. Míg a király és kísérete kényelmesen haladt, a Yorkok lóhalálában mentek utánuk, így május 22-én már egész közel jártak az uralkodóhoz. VI. Henrik csapatai ekkor még korántsem gyűltek össze, több főúr csak késve érkezett Saint Albansbe. A hírek igen kedvezőtlenek voltak: York seregei fölényben voltak, és már a visszavonulásra sem volt mód. Somerset azt javasolta, hogy nyílt terepen ütközzenek meg, Humphrey Stafford, Buckingham hercege viszont azon az állásponton volt, hogy York nem támad rá a királyra, ezért menjenek tovább Saint Albansbe. VI. Henrik rá hallgatott. 
Nagyjából kétezer főből álló csapatával reggel kilenc körül érkezett a kisvárosba a király. A túlerőben lévő York-pártiak a közelben, a várostól keletre, a Key-mezőn táboroztak le. A király a piactéren rendezte be főhadiszállását. A szemben állók között hírvivők jöttek-mentek, de York nem hajlott a kompromisszumra: fogolyként akarta megkapni legfőbb ellenlábasát, Somersetet. Több üzenetváltás és többórás várakozás után Richárd kiadta a parancsot a támadásra. A yorki csapatok azt az utasítást kapták, hogy kíméljék a királyt és a közembereket, de öljék meg a nemeseket és a lovagokat.

## A csata
Saint Albansnek nem voltak falai, de a város szívébe, a házakkal szegélyezett piactérre vezető keskeny utcákban barikádokat építettek a védők, akiket Lord Clifford irányított. A király és kísérete annyira bízott a torlaszokban, hogy fel sem öltötték teljes páncélzatukat. Reményeiknek megfelelően a York-pártiak első rohamai megtörtek a Sopwell és a Shropshire utcákon emelt torlaszokon; a keskeny átjárókban összezsúfolódó katonákat az íjászok könnyedén ritkították. 
Egyórányi hasztalan erőfeszítés után a York-sereget irányító Richard Neville, Warwick grófja úgy döntött, hogy a piactérre vezető utcák barikádjainak frontális támadása helyett a hátsó kerteken és utcákon keresztül törnek be a Holywell utcai házak mögé, majd azokon keresztül verekszik át magukat a piactérre. A Sir Robert Ogle által vezetett hatszáz embernek sikerült áttörnie a Keresztbe Tett Kulcsokhoz címzett fogadó és egy másik vendéglő között álló házakon, és beözönlöttek a piactérre. A Lancaster-párti katonákat és urakat teljesen váratlanul érte az akció, sokukon még sisak sem volt.
A király és emberei ellenálltak, de nem tudtak hova bújni a rájuk záporozó nyilak elől. VI. Henrik a nyakán sérült meg a viadalban. A barikádok védői elhagyták posztjukat, mert attól tartottak, hogy hátba támadják őket a piactér felől, így a yorkiak könnyedén átjutottak a torlaszokon is.  A csata nagyjából fél órán át tartott a piactéren, és a királypártiak teljes vereségével végződött. Sok nemes megpróbált elbújni, Wiltshire grófja és a nyilaktól megsebesült buckinghami herceg az apátságban, az uralkodó egy cserzővarga kunyhójában rejtőzött el. A becslések szerint a harcokban nagyjából százan, legfeljebb háromszázan estek el, többségük a király kíséretéhez tartozott.

## Következmények
Somerset nem adta meg magát, mivel tudta, milyen sors vár rá, fegyverrel a kézben halt meg. Meghalt Northumberland és Clifford is. A Lancaster-párti főnemesek közül csak ők hárman estek el. Az általuk betöltött fontos szerepet tekintve valószínűleg célzottan likvidálták őket.
York bocsánatot kért a királytól, amiért rátámadt csapataira. VI. Henrik nem tehetett mást, megbocsátott a hercegnek. Másnap, május 23-án együtt visszaindultak Londonba, de a király szabadsága csak látszólagos volt, élete Yorktól függött. Katonai értelemben a csata jelentéktelen volt, politikai tekintetben azonban nagyon fontos változást hozott: Anglia kormányzása Richárd kezébe került.

## Érdekességek
- Egy korabeli krónikaíró szerint Somerset hercegének valaki megjövendölte, hogy egy vár alatt fog elesni. A herceget ugyan egy piacterén ölték meg, de a Várhoz címzett fogadó előtt.
- A csata szerepel William Shakespeare VI. Henrik című drámájának második felvonásában.[8]